# بوقة (جنس)
بُوقَة أو حَنَشَات جنس من النباتات المزهرة في فصيلة هليونية. ينتشر الجنس في جنوب وشرق إفريقيا، مع وجود بعض الأنواع في شمال إفريقية وشبه الجزيرة العربية. قد تسمى الزنابق اللزجة. أزهارها بيضاء جميلة الشكل. يستخرج من بصلها عصارة لزجة يُصنع منها بعد تخميرها شراب مُسكِّر.